# La casa que Jack construyó
"This Is the House That Jack Built" —traducción literal Esta es la casa que construyó Jack; en España se conoce como La casa que Jack construyó— es una canción infantil y un cuento acumulativo popular en inglés. Tiene un número de índice de canciones populares de Roud de 20854. Es el índice Aarne-Thompson-Uther tipo 2035. 

## Letra
Este es quizás el conjunto de letras modernas más común:

This is the house that Jack built.
This is the malt that lay in the house that Jack built.
This is the rat that ate the malt
That lay in the house that Jack built.
This is the cat
That killed the rat that ate the malt
That lay in the house that Jack built.
This is the dog that worried the cat
That killed the rat that ate the malt
That lay in the house that Jack built.
This is the cow with the crumpled horn
That tossed the dog that worried the cat
That killed the rat that ate the malt
That lay in the house that Jack built.
This is the maiden all forlorn
That milked the cow with the crumpled horn
That tossed the dog that worried the cat
That killed the rat that ate the malt
That lay in the house that Jack built.
This is the man all tattered and torn
That kissed the maiden all forlorn
That milked the cow with the crumpled horn
That tossed the dog that worried the cat
That killed the rat that ate the malt
That lay in the house that Jack built.
This is the priest all shaven and shorn
That married the man all tattered and torn
That kissed the maiden all forlorn
That milked the cow with the crumpled horn
That tossed the dog that worried the cat
That killed the rat that ate the malt
That lay in the house that Jack built.
This is the cock that crowed in the morn
That woke the priest all shaven and shorn
That married the man all tattered and torn
That kissed the maiden all forlorn
That milked the cow with the crumpled horn
That tossed the dog that worried the cat
That killed the rat that ate the malt
That lay in the house that Jack built.
This is the farmer sowing his corn
That kept the cock that crowed in the morn
That woke the priest all shaven and shorn
That married the man all tattered and torn
That kissed the maiden all forlorn
That milked the cow with the crumpled horn
That tossed the dog that worried the cat
That killed the rat that ate the malt
That lay in the house that Jack built.
This is the horse and the hound and the horn
That belonged to the farmer sowing his corn
That kept the cock that crowed in the morn
That woke the priest all shaven and shorn
That married the man all tattered and torn
That kissed the maiden all forlorn
That milked the cow with the crumpled horn
That tossed the dog that worried the cat
That killed the rat that ate the malt
That lay in the house that Jack built.
Esta es la casa que construyó Jack.
Esta es la malta que había en la casa que construyó Jack.
Esta es la rata que se comió la malta.
Eso estaba en la casa que construyó Jack.
este es el gato
Eso mató a la rata que se comió la malta.
Eso estaba en la casa que construyó Jack.
Este es el perro que preocupó al gato
Eso mató a la rata que se comió la malta.
Eso estaba en la casa que construyó Jack.
Esta es la vaca con el cuerno arrugado.
Que echó al perro que preocupó al gato.
Eso mató a la rata que se comió la malta.
Eso estaba en la casa que construyó Jack.
Esta es la doncella toda desamparada
Que ordeñó la vaca con el cuerno arrugado
Que echó al perro que preocupó al gato.
Eso mató a la rata que se comió la malta.
Eso estaba en la casa que construyó Jack.
Este es el hombre hecho jirones y destrozado.
Que besó a la doncella toda desamparada
Que ordeñó la vaca con el cuerno arrugado
Que echó al perro que preocupó al gato.
Eso mató a la rata que se comió la malta.
Eso estaba en la casa que construyó Jack.
Este es el sacerdote todo afeitado y esquilado.
Que se casó con el hombre hecho jirones y destrozado
Que besó a la doncella toda desamparada
Que ordeñó la vaca con el cuerno arrugado
Que echó al perro que preocupó al gato.
Eso mató a la rata que se comió la malta.
Eso estaba en la casa que construyó Jack.
Este es el gallo que cantó en la mañana
Eso despertó al sacerdote todo afeitado y rapado.
Que se casó con el hombre hecho jirones y destrozado
Que besó a la doncella toda desamparada
Que ordeñó la vaca con el cuerno arrugado
Que echó al perro que preocupó al gato.
Eso mató a la rata que se comió la malta.
Eso estaba en la casa que construyó Jack.
Este es el granjero sembrando su maíz.
Que mantuvo al gallo que cantaba en la mañana
Eso despertó al sacerdote todo afeitado y rapado.
Que se casó con el hombre hecho jirones y destrozado
Que besó a la doncella toda desamparada
Que ordeñó la vaca con el cuerno arrugado
Que echó al perro que preocupó al gato.
Eso mató a la rata que se comió la malta.
Eso estaba en la casa que construyó Jack.
Este es el caballo, el perro y el cuerno.
Eso era del granjero que sembraba su maíz.
Que mantuvo al gallo que cantaba en la mañana
Eso despertó al sacerdote todo afeitado y rapado.
Que se casó con el hombre hecho jirones y destrozado
Que besó a la doncella toda desamparada
Que ordeñó la vaca con el cuerno arrugado
Que echó al perro que preocupó al gato.
Eso mató a la rata que se comió la malta.
Eso estaba en la casa que construyó Jack.

## Variaciones
Algunas versiones usan "queso" en lugar de "malta", "juez" en lugar de "sacerdote", "gallo" en lugar de "gallo", o "perseguido" en lugar de "matado". También en algunas versiones se omiten el caballo, el perro y el cuerno y la rima termina con el granjero.

## Traducciones
- La rima fue traducida al holandés por Annie MG Schmidt como Het huis dat Japie heeft gebouwd (literalmente: "La casa que Japie (ha) construido").
- También existe una traducción al español. [2]
- También traducido al ruso por Samuil Marshak como Дом, который построил Джек . Esta versión es tremendamente diferente y presenta la casa que construyó Jack, en la que hay un armario oscuro en el que se encuentra grano que es robado por una teta que es perseguida por un gato. Un perro sin cola llega y sacude al gato por el cogote. Una vaca sin cuernos patea al perro y es ordeñada por una anciana de pelo gris que discute con un pastor perezoso y somnoliento. Entonces llegan dos gallos y despiertan al pastor.

## Técnica narrativa

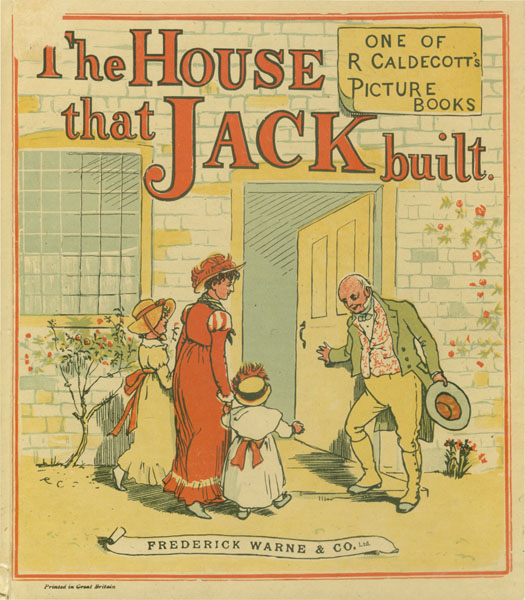
Esta es la casa que construyó Jack ilustrada por Randolph Caldecott

Es un cuento acumulativo que no cuenta la historia de la casa de Jack, ni siquiera de Jack, quien construyó la casa, sino que muestra cómo la casa está indirectamente relacionada con otras cosas y personas, y a través de este método cuenta la historia de "El hombre". todos andrajosos y desgarrados", y la "Doncella toda desamparada", así como otros eventos más pequeños, que muestran cómo están interconectados.

## Orígenes
Se ha argumentado que la rima se deriva de un himno arameo (judío) Chad Gadya ( literalmente, "Un cabrito") en Sepher Haggadah, impreso por primera vez en 1590; pero aunque se trata de un cuento acumulativo temprano que puede haber inspirado la forma, la letra guarda poca relación.  James Orchard Halliwell sugirió que la referencia al "sacerdote completamente afeitado y esquilado" indica que la versión inglesa es probablemente muy antigua, presumiblemente de mediados del siglo XVI.   Hay una posible referencia a la canción en The Boston New Letter del 12 de abril de 1739 y la frase: "Este es el hombre completamente desamparado, etc.". Sin embargo, no apareció impreso hasta que se incluyó en el Regalo de Año Nuevo de la enfermera Truelove, o el Libro de libros para niños, impreso en Londres en 1755.  Fue impreso en numerosas colecciones a finales del siglo XVIII y principios del XIX. 
Randolph Caldecott produjo una versión ilustrada en 1878 que resultó ser extremadamente popular. Muchas de las escenas de sus fotografías son del norte de Shropshire, donde pasó su juventud. Se cree localmente que Cherrington Manor, una casa con estructura de madera en el noreste de Shropshire, con una casa de malta en el terreno, inspiró la representación de Caldecott de la casa que construyó Jack, aunque la Sociedad Ralph Caldecott afirma que Brook House Farm en Hamner es más probable. 

## Estructura sintáctica
Cada oración de la historia es un ejemplo de una cláusula relativa cada vez más profundamente anidada. La última versión, "Éste es el caballo...", sería bastante difícil de desentrañar si no estuvieran presentes las anteriores. Consulte Frase nominal para obtener más detalles sobre la posmodificación de la frase nominal de esta manera.

## Referencias en la cultura popular

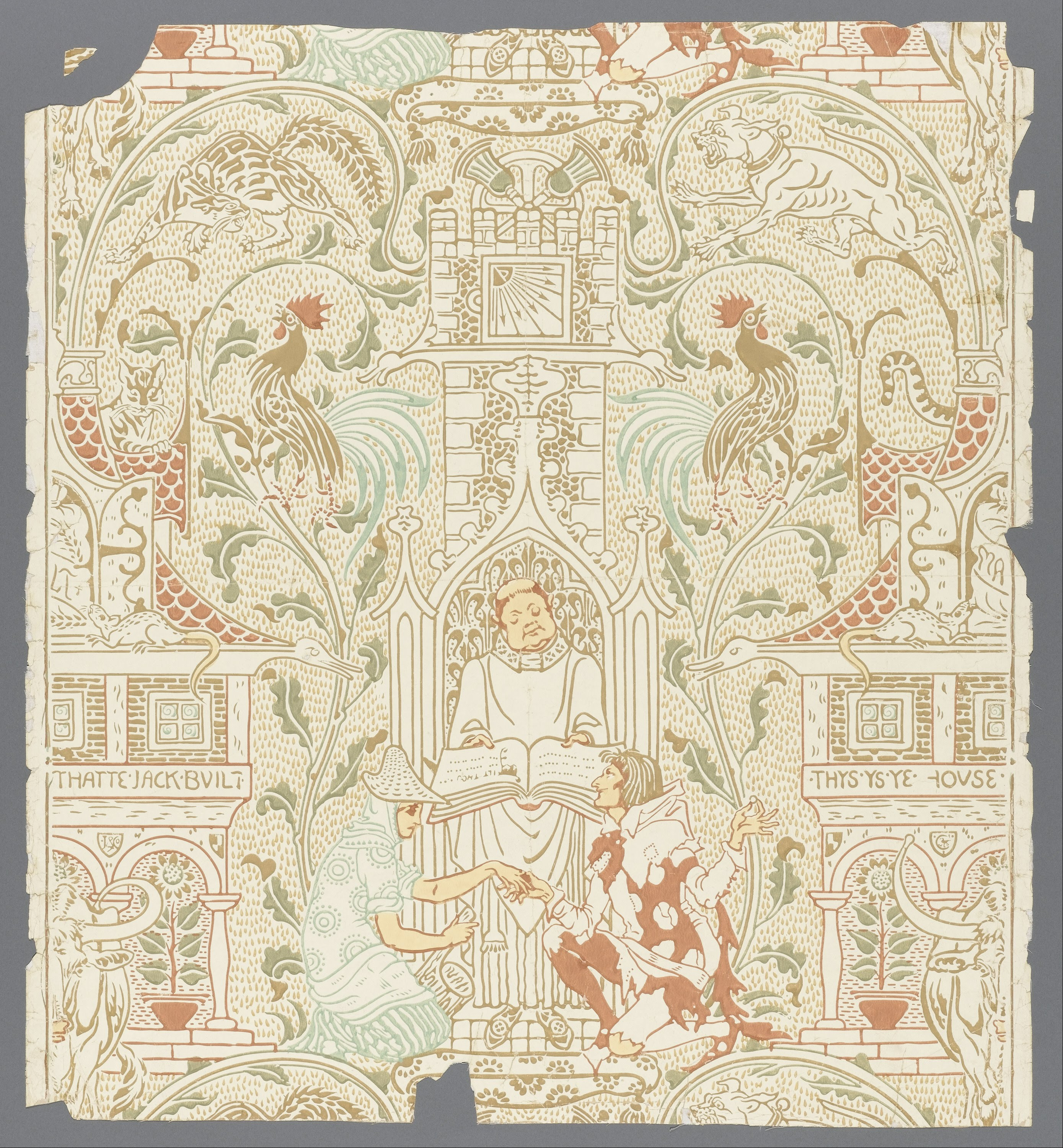
Ilustración de Walter Crane